# Геофилософия
Геофилософия (по Делёзу) — пространственная модель имманентной философии, основанной на соотнесении территории и земли. Геофилософия — междисциплинарная наука о цивилизационных отношениях и трансформации мирового имманентного порядка, основанного на представлениях о множественности миров (многомерного коммуникационного пространства с высокой рубежной энергетикой). Способствует преодолению ограниченности географического и экономического детерминизма в геополитике, является методологическим фундаментом новейшей геополитики. Формируется на стыке политической философии и морфологии культуры (культурологии), этнологии, экономики и географии.